# Popular Comics
Popular Comics est un comic book édité de 1935 à 1948 par Dell Publishing.